# 伊豆市立中伊豆中学校
伊豆市立伊豆中学校（いずしりつ いずちゅうがっこう）は静岡県伊豆市八幡（はつま）地区にあった市立中学校。平成24年度の生徒数は184人、学級数は7クラス。
校訓は「努力は必ず報われる」。

## 通学区域
下白岩、上白岩、関野、城、八幡、梅木、柳瀬、宮上、冷川、徳永、天城山国有地、地蔵堂、原保、菅引、中原戸、戸倉野、姫之湯、貴僧坊、筏場

## 進学元小学校
- 伊豆市立中伊豆小学校